# محمدعثمان نقشبندی
محمّدعثمان سراج‌الدین ثانی (زادهٔ ۱۲۷۵، صفی‌آباد – درگذشته ۱۱ بهمن ۱۳۷۵، استانبول) رهبر سپاه رزگاری و یکی از مرشدهای معاصر طریقت نقشبندی بود.

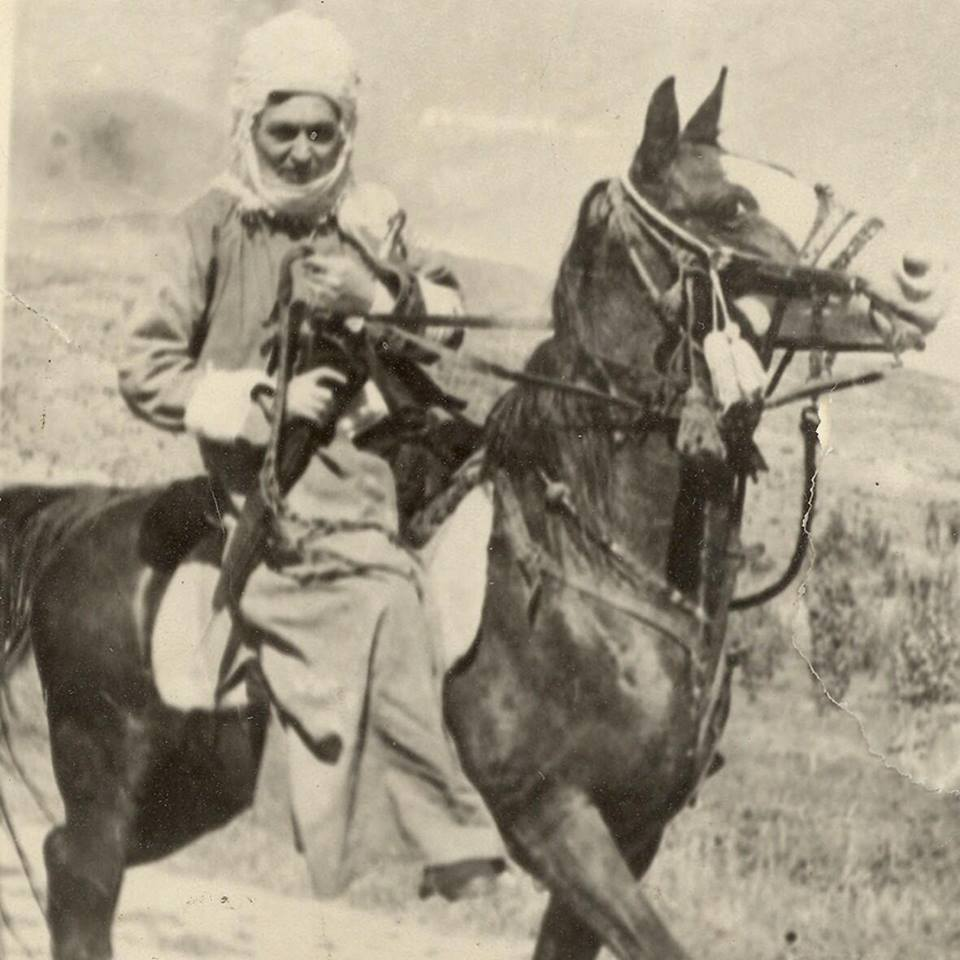
محمّدعثمان نقشبندی، سوار بر اسب

## زندگی
محمّد عثمان نقشبندی، فرزند علاءالدین نقشبندی بیاره و نوهٔ عمر ضیاءالدین نقشبندی است. محمد عثمان در سال ۱۲۷۵ شمسی در روستای صفی‌آباد در نزدیکی جوانرود زاده شد. مادرش نوری جان خانم دختر محمّدصادق وزیری است. وی فراگیری علوم دینی و قرآن را نزد عبدالکریم خانه‌شوری و سید حسین ساوجبلاغی آموخت. او همراه برادرش خالد، بیشتر اوقات را تحت تربیت عرفانی پدر به سر می‌بردند به طوری که در اجتماع‌های ذکر و مباحث دینیکه توسط محمد علاءالدین بیاره تشکیل می‌شدند شرکت می‌کردند.

## فعالیت‌های سیاسی و نظامی
وی دارای ارتباطاتی با مقامات عالی‌رتبه رژیم پهلوی بود، بعد از انقلاب ۱۳۵۷ در مخالفت با جمهوری اسلامی و با کمک حزب بعث عراق اقدام به تشکیل گروه شبه نظامی رزگاری (رستگاری) کرد. گروه رزگاری دارای ۲۰۰۰ نفر نیروی مسلح بوده و در اورامانات مستقر بود. پس از درگیری نظامی این گروه با نیروهای سپاه پاسداران، ارتش و احزاب مخالف این گروه شکست خورد. محمدعثمان نقشبندی اندکی بعد از انقلاب، ابتدا به روستای بیاره واقع در مرز عراق و بعداً تحت پوشش دولت عراق به بغداد منتقل شد.

## درگذشت
وی در نخستین ساعت بامداد روز ۱۱ بهمن ۱۳۷۵ هجری شمسی در استانبول درگذشت.